# Urbain IV
Pour les articles homonymes, voir Urbain et Pantaléon (homonymie).
Urbain IV, à l'origine Jacques Pantaléon, né vers 1195 à Troyes et mort le 2 octobre 1264  à Pérouse, est le 182e pape de l’Église catholique, du 29 août 1261 à sa mort.

## Biographie

### Origines familiales et formation
Jacques Pantaléon est le fils d'un savetier de Troyes, ville du royaume de France située dans le comté de Champagne.

### Débuts
Vers 1210, il est clerc de la cathédrale de Troyes et est ordonné prêtre vers 1215. Devenu prédicateur, il est attaché au diocèse de Laon en 1216.
Il obtient le grade universitaire de docteur en théologie en 1220.

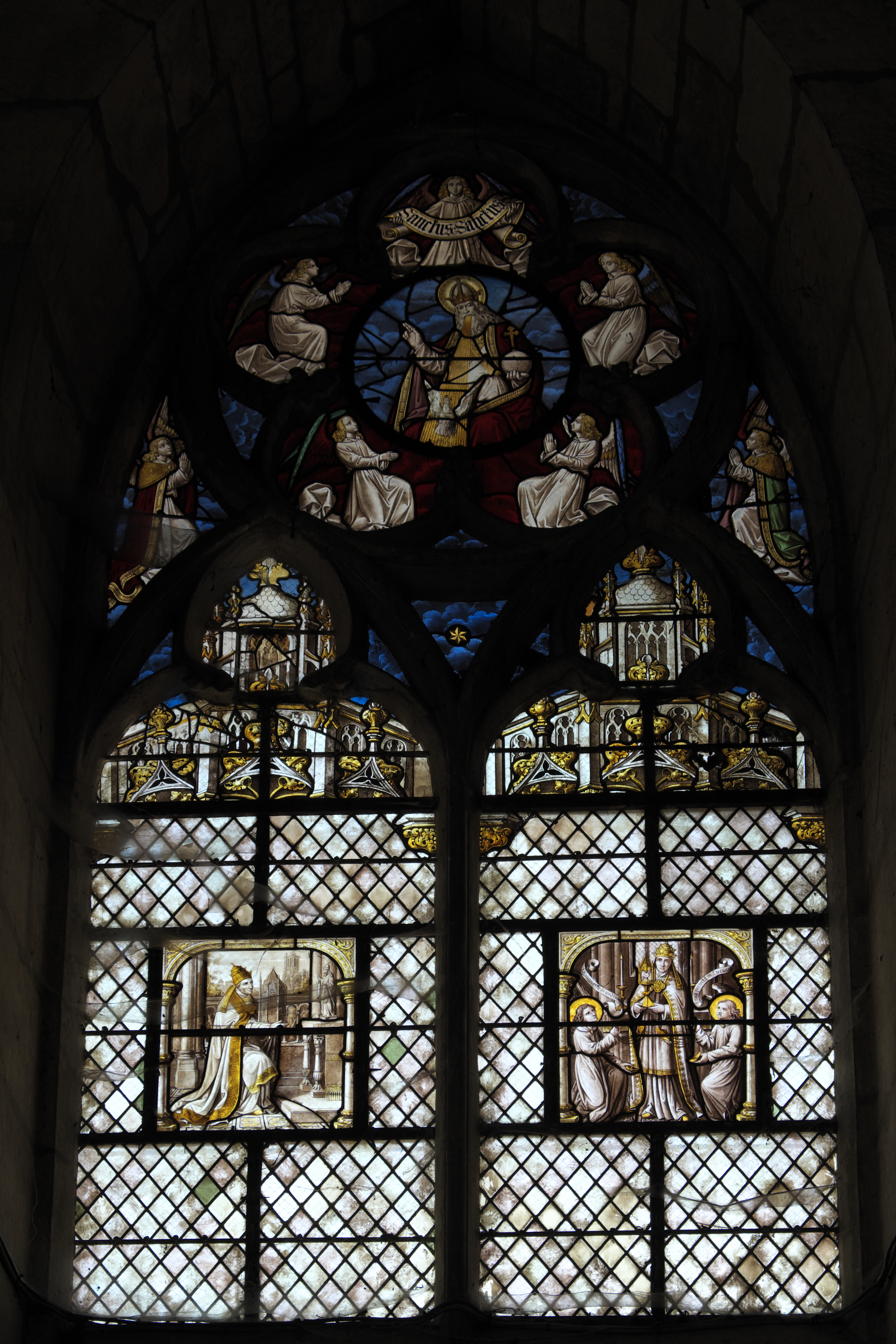
Deux scènes de la vie d'Urbain IV (Basilique Saint-Urbain, Troyes).

En 1238, il devient archidiacre de Laon, puis est envoyé à Fosses dans la principauté épiscopale de Liège en 1241.

### Évêque (1253-1261)
Il devient évêque de Verdun en 1253.
En 1255, le pape Alexandre IV le nomme patriarche de Jérusalem.

### Pape (1261-1264)
Il est élu pape le 29 août 1261 (un mois plus tôt, Michel VIII Paléologue a repris Constantinople tenue par les croisés depuis 1205). Son chapelain est le mathématicien Campanus de Novare.
En 1262, Urbain IV autorise les inquisiteurs à s'absoudre d'avoir versé le sang sans passer par le pape.
En 1263 et en 1264, il négocie avec Louis IX et son frère Charles d'Anjou en vue de donner à ce dernier la couronne du royaume de Sicile, à charge pour lui de le conquérir au détriment de Manfred de Hohenstaufen, fils de l'empereur Frédéric II.
En 1264, Urbain IV étend à l'Église catholique tout entière la Fête-Dieu, instituée dans le diocèse de Liège depuis 1229 sous le nom de « Saint-Sacrement ». Cette fête liturgique fut activement promue par sainte Julienne de Cornillon[pas clair].

## Urbain IV et Tannhäuser
Une légende prétend[réf. nécessaire] qu'il aurait croisé le poète Tannhäuser et lui aurait refusé l'absolution.